# Amphoe Chiang Kham

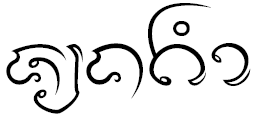
„Chiang Kham“ in Lanna-Schrift

Amphoe Chiang Kham (Thai อำเภอ เชียงคำ) ist ein Landkreis (Amphoe – Verwaltungs-Distrikt) im Nordosten der Provinz Phayao. Die Provinz Phayao liegt im nordöstlichen Teil der Nordregion von Thailand.

## Geographie
Amphoe Chiang Kham grenzt von Süden im Uhrzeigersinn gesehen an die Amphoe Pong und Chun in der Provinz Phayao, Amphoe Thoeng in der Provinz Chiang Rai sowie Amphoe Phu Sang wieder in Phayao. Im Nordosten liegt die Provinz Sainyabuli von Laos.

## Verwaltung

### Provinzverwaltung
Der Landkreis Chiang Kham ist in zehn Tambon („Unterbezirke“ oder „Gemeinden“) eingeteilt, die sich weiter in 135 Muban („Dörfer“) unterteilen.
| Nr. | Name          | Thai    | Muban | Einw.  |
| --- | ------------- | ------- | ----- | ------ |
| 01. | Yuan          | หย่วน    | 15    | 11.611 |
| 06. | Nam Waen      | น้ำแวน   | 14    | 07.055 |
| 07. | Wiang         | เวียง    | 10    | 05.719 |
| 08. | Fai Kwang     | ฝายกวาง | 17    | 08.874 |
| 09. | Chedi Kham    | เจดีย์คำ  | 12    | 06.052 |
| 10. | Rom Yen       | ร่มเย็น   | 22    | 12.140 |
| 11. | Chiang Ban    | เชียงบาน | 11    | 07.387 |
| 12. | Mae Lao       | แม่ลาว   | 14    | 06.449 |
| 13. | Ang Thong     | อ่างทอง  | 13    | 08.351 |
| 14. | Thung Pha Suk | ทุ่งผาสุข  | 07    | 03.437 |

### Lokalverwaltung
Es gibt vier Kommunen mit „Kleinstadt“-Status (Thesaban Tambon) im Landkreis:
- Yuan (Thai: เทศบาลตำบลหย่วน) bestehend aus Teilen des Tambon Yuan.
- Chiang Kham (Thai: เทศบาลตำบลเชียงคำ) bestehend aus Teilen des Tambon Yuan.
- Wiang (Thai: เทศบาลตำบลเวียง) bestehend aus dem kompletten Tambon Wiang.
- Fai Kwang (Thai: เทศบาลตำบลฝายกวาง) bestehend aus dem kompletten Tambon Fai Kwang.

Außerdem gibt es sieben „Tambon-Verwaltungsorganisationen“ (องค์การบริหารส่วนตำบล – Tambon Administrative Organizations, TAO)
- Nam Waen (Thai: องค์การบริหารส่วนตำบลน้ำแวน) bestehend aus dem kompletten Tambon Nam Waen.
- Chedi Kham (Thai: องค์การบริหารส่วนตำบลเจดีย์คำ) bestehend aus dem kompletten Tambon Chedi Kham.
- Rom Yen (Thai: องค์การบริหารส่วนตำบลร่มเย็น) bestehend aus dem kompletten Tambon Rom Yen.
- Chiang Ban (Thai: องค์การบริหารส่วนตำบลเชียงบาน) bestehend aus dem kompletten Tambon Chiang Ban.
- Mae Lao (Thai: องค์การบริหารส่วนตำบลแม่ลาว) bestehend aus dem kompletten Tambon Mae Lao.
- Ang Thong (Thai: องค์การบริหารส่วนตำบลอ่างทอง) bestehend aus dem kompletten Tambon Ang Thong.
- Thung Pha Suk (Thai: องค์การบริหารส่วนตำบลทุ่งผาสุข) bestehend aus dem kompletten Tambon Thung Pha Suk.